# Blackburn Perth
Die Blackburn R.B. 3A Perth war der Nachfolger der Blackburn R.B.1 Iris als Fernaufklärungsflugboot bei den britischen Luftstreitkräften. Die Auslegung war bei den beiden Mustern gleich: dreimotoriger Doppeldeckerflugboot mit drei Reihenmotoren. Die Perth hatte allerdings stärkere Triebwerke, ein geschlossenes Cockpit und stärkere Bewaffnung: eine 37-mm-Kanone diente zur Schiffsbekämpfung. Letztere ist auf eine Lafette montiert und feuert 100 Schuss in der Minute. Weiterhin besteht die Bewaffnung aus drei Doppel MG auf
drehbaren MG Ringen montiert. Die MG Stände sind über dem Boot verteilt, und zwar zwei davon zwischen Tragfläche und Leitwerk und ein MG Stand im Heck hinter dem Leitwerk. Zusätzlich konnten noch Bomben bis 1.000 kg Gewicht mitgeführt werden.
Das robuste und große Boot wurde für den Küstenschutz und Patrouillenflüge über See verwendet. Das große Betriebsstofffassungsvermögen erlaubte ununterbrochene Flüge bis zu 10 Stunden auszuführen.
Im Januar 1934 wurde das erste Flugboot in Dienst gestellt; Leitwerksprobleme machten gründliche Modifikationen erforderlich. 1938 wurden die letzten Exemplare ausgemustert.

## Militärische Nutzer
Vereinigtes Königreich
- Royal Air Force

## Technische Daten
| Kenngröße             | Daten Blackburn R.B. 3A Perth                                      |
| --------------------- | ------------------------------------------------------------------ |
| Besatzung             | 5                                                                  |
| Länge                 | 21,34 m                                                            |
| Spannweite            | 29,57 m                                                            |
| Höhe                  | 8,06 m                                                             |
| Flügelfläche          | 233,27 m²                                                          |
| Leermasse             | 9.492 kg                                                           |
| Startmasse            | 17.237 kg                                                          |
| Antrieb               | drei Reihenmotoren Rolls-Royce Buzzard IIMS mit je 836 PS (615 kW) |
| Höchstgeschwindigkeit | 212 km/h in Meereshöhe                                             |
| Dienstgipfelhöhe      | 3.505 m                                                            |
| Steigleistung         | 3.000 m in 22 min                                                  |
| max. Reichweite       | 2.414 km                                                           |
| Bewaffnung            | eine 37-mm-Kanone und drei 7,7-mm-MGs, bis zu 907 kg Bomben        |